# 学園前駅 (千葉県)

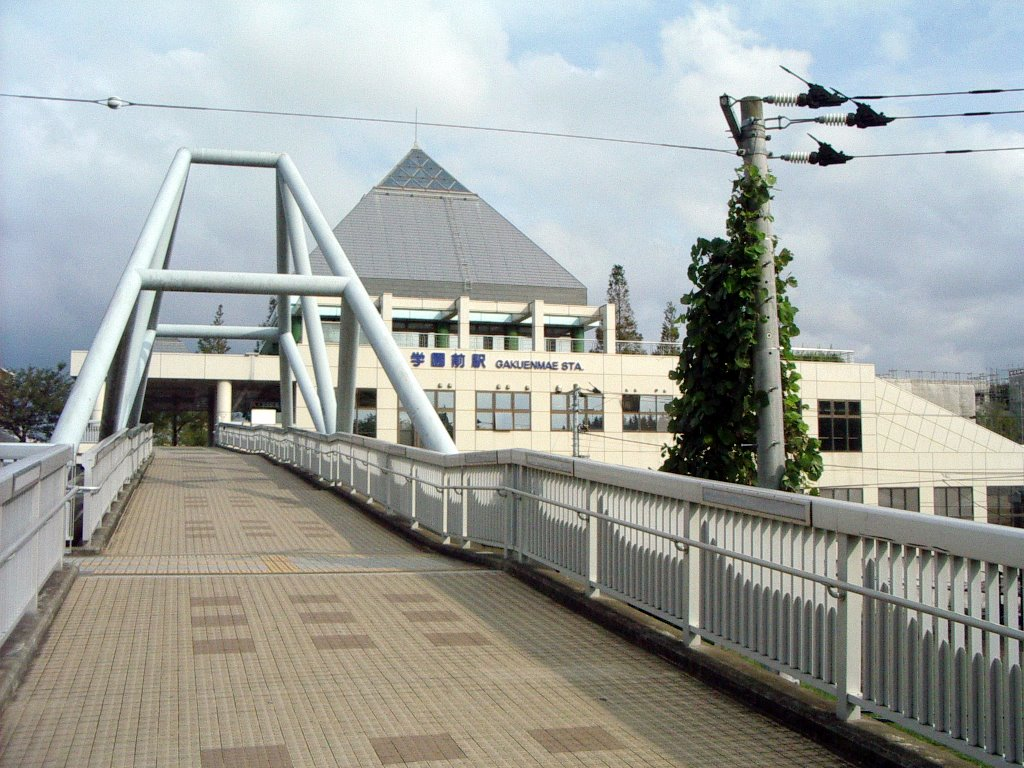
駅西側（2007年9月）

学園前駅（がくえんまええき）は、千葉県千葉市緑区おゆみ野中央一丁目にある、京成電鉄千原線の駅である。駅番号はKS63。

## 歴史
「学園前」という駅名称は、元々この地に明治大学のキャンパスが建設される計画を考慮して付与されたものであるが、この計画は後に中止となった。近くに千葉明徳学園（千葉明徳短期大学・千葉明徳中学校・高等学校）が立地するが、本来の駅名称と関わりはない。

### 年表
- 1995年（平成7年）4月1日：千葉急行電鉄千葉急行線の駅として開業[1][2]。
- 1998年（平成10年）10月1日：千葉急行電鉄の京成電鉄への事業譲渡により、京成電鉄千原線の駅となる。

## 駅構造
相対式ホーム2面2線を持つ地上駅で、橋上駅舎を有する駅長配置駅。開業当初から複線であり、交換設備がある。大森台方面には引き上げ線が設置され、前後ではホーム延伸が可能な余地を残している。

### のりば
| 番線 | 路線   | 方向 | 行先                                                             |
| ---- | ------ | ---- | ---------------------------------------------------------------- |
| 1    | 千原線 | 上り | 京成千葉・京成津田沼・京成船橋・京成上野・ 成田空港・ 松戸線方面 |
| 2    | 千原線 | 下り | ちはら台方面                                                     |

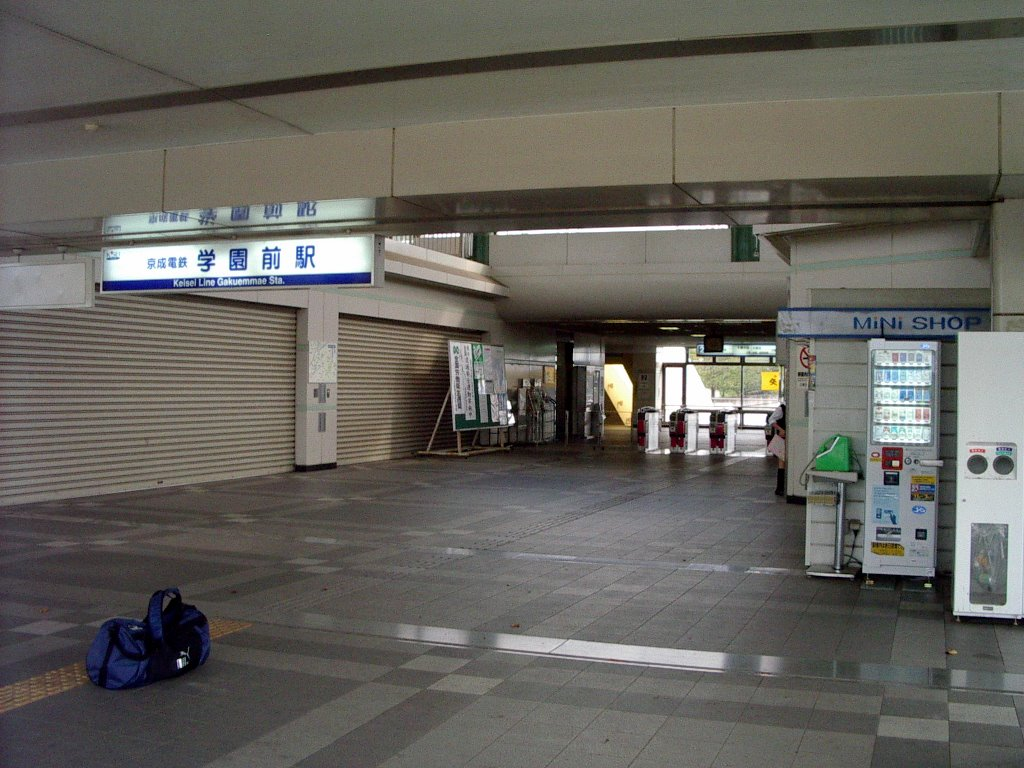
改札口（2007年9月）
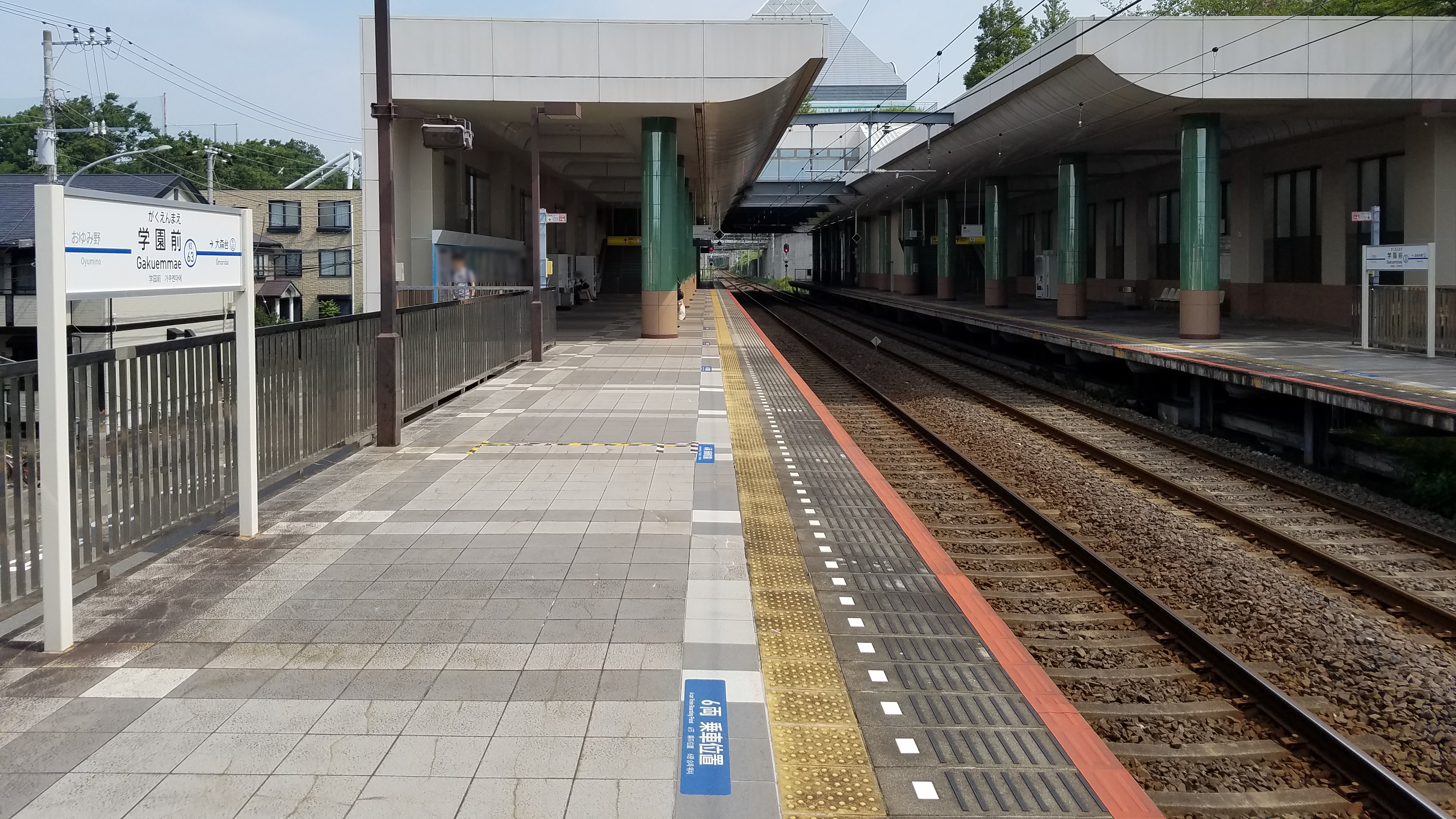
ホーム（2020年8月）

## 利用状況
2024年度の1日平均乗降人員は5,794人である。近年の1日平均乗降・乗車人員推移は下表の通り。
| 年度               | 1日平均 乗降人員 | 1日平均 乗車人員 | 出典              |
| ------------------ | ---------------- | ---------------- | ----------------- |
| 1995年（平成07年） |                  | 724              | [ 千葉県統計 1 ]  |
| 1996年（平成08年） |                  | 1,001            | [ 千葉県統計 2 ]  |
| 1997年（平成09年） |                  | 1,253            | [ 千葉県統計 3 ]  |
| 1998年（平成10年） |                  | 1,817            | [ 千葉県統計 4 ]  |
| 1999年（平成11年） |                  | 1,728            | [ 千葉県統計 5 ]  |
| 2000年（平成12年） |                  | 1,727            | [ 千葉県統計 6 ]  |
| 2001年（平成13年） |                  | 1,734            | [ 千葉県統計 7 ]  |
| 2002年（平成14年） | 3,478            | 1,775            | [ 千葉県統計 8 ]  |
| 2003年（平成15年） | 3,766            | 1,919            | [ 千葉県統計 9 ]  |
| 2004年（平成16年） | 3,896            | 1,949            | [ 千葉県統計 10 ] |
| 2005年（平成17年） | 3,972            | 1,982            | [ 千葉県統計 11 ] |
| 2006年（平成18年） | 4,112            | 2,048            | [ 千葉県統計 12 ] |
| 2007年（平成19年） | 4,162            | 2,075            | [ 千葉県統計 13 ] |
| 2008年（平成20年） | 4,214            | 2,101            | [ 千葉県統計 14 ] |
| 2009年（平成21年） | 4,115            | 2,051            | [ 千葉県統計 15 ] |
| 2010年（平成22年） | 4,237            | 2,112            | [ 千葉県統計 16 ] |
| 2011年（平成23年） | 4,428            | 2,216            | [ 千葉県統計 17 ] |
| 2012年（平成24年） | 4,557            | 2,282            | [ 千葉県統計 18 ] |
| 2013年（平成24年） | 4,865            | 2,437            | [ 千葉県統計 19 ] |
| 2014年（平成24年） | 4,764            | 2,387            | [ 千葉県統計 20 ] |
| 2015年（平成27年） | 4,850            | 2,432            |                   |
| 2016年（平成28年） | 4,786            | 2,399            |                   |
| 2017年（平成29年） | 4,976            | 2,499            |                   |
| 2018年（平成30年） | 5,204            | 2,617            |                   |
| 2019年（平成31年） | 5,418            | 2,722            |                   |
| 2020年（令和02年） | 4,278            | 2,153            |                   |
| 2021年（令和03年） | 4,558            | 2,295            |                   |
| 2022年（令和04年） | 5,147            | 2,593            |                   |
| 2023年（令和05年） | 5,503            | 2,772            |                   |
| 2024年（令和06年） | 5,794            | 2,918            |                   |

備考
1. ↑  1995年4月1日開業。

## 駅周辺
ニュータウンであるおゆみ野地区の西側に位置する。駅の東側は駅前にロータリー交差点が整備され、西側は千葉明徳学園の敷地内へ当駅からオーバーブリッジ（連絡通路）が整備されている。
- 学校法人千葉明徳学園
  - 千葉明徳短期大学
  - 千葉明徳中学校・高等学校
  - 附属幼稚園
- 千葉南警察署 学園前駅前交番
- 千葉市立有吉小学校
- 専門学校ちば愛犬動物フラワー学園 おゆみ野ドッグサイト
- おゆみ野ふれあい公園（おゆみ野の森）
- おゆみ野はるのみち公園
- 大百池公園
- 有吉公園 - スポーツ施設がある
- 千葉おゆみ野郵便局
- ミスターマックスおゆみ野ショッピングセンター
- おゆみ野ファッションモール
- ザ・チェルシーコート おゆみ野ガーデン
- テニススクール アルドール おゆみ野校
- 千葉市埋蔵文化財調査センター
- 大覚寺山古墳

※JR鎌取駅へは徒歩約25分程度である。なお当駅から300mほど北に外房線が走っているが、交点付近には外房線の駅はない。

## バス路線
以下の路線が小湊鉄道・平和交通・西岬観光により運行されている。
学園前駅
- 高速バス（平和交通・西岬観光）
  - マイタウンライナー 東京駅八重洲口・銀座駅（数寄屋橋）・東雲イオン前行

学園前駅入口
- 路線バス（小湊鉄道）
  - 千葉駅・蘇我駅行 / 鎌取駅行
- 高速バス（平和交通・西岬観光）
  - マイタウンライナー 東京駅八重洲口・銀座駅（数寄屋橋）・東雲イオン前行

## 隣の駅
京成電鉄
 千原線
大森台駅 (KS62) - 学園前駅 (KS63) - おゆみ野駅 (KS64)

### 記事本文
出典
1. 1 2  「都心まで乗り換えなし 千葉急行きょう全線開通 大森台 - ちはら台間6.7キロが延伸」『千葉日報』千葉日報社、1995年4月1日、9面。
2. 1 2  「私鉄年表」『私鉄車両編成表 '95年版』ジェー・アール・アール、1995年10月15日、197頁。ISBN 4-88283-216-X。
3. ↑  千葉市議会本会議. 平成７年第４回定例会（第６日目）. 12 December 1995. 緑区おゆみ野地区への明治大学の進出の件についてお尋ねいたします
4. ↑  千葉市議会本会議. 平成11年第４回定例会（第６日目）. 10 December 1999. 明治大学が新学部の本市への進出を断念したことにより，長年に及ぶ地元の熱い思いが断ち切れてしまい，落胆は非常に大きく，まことに遺憾と言わざるを得ません
5. ↑  “キャンパス紹介 千葉明徳中学校／高等学校”. chibameitoku.ac.jp. 2020年1月9日閲覧。

### 利用状況
京成電鉄の1日平均利用客数
1. 1 2 3 4  京成電鉄株式会社. “駅別乗降人員（2024年度1日平均）” (pdf). 2025年5月5日閲覧。
2. 1 2  京成電鉄株式会社. “駅別乗降人員（2018年度1日平均）” (pdf). 2020年6月13日時点のオリジナルよりアーカイブ。2021年5月30日閲覧。
3. 1 2  京成電鉄株式会社. “駅別乗降人員（2019年度1日平均）” (pdf). 2020年6月13日時点のオリジナルよりアーカイブ。2021年5月30日閲覧。
4. 1 2  京成電鉄株式会社. “駅別乗降人員（2020年度1日平均）” (pdf). 2023年4月5日時点のオリジナルよりアーカイブ。2021年5月30日閲覧。
5. 1 2  京成電鉄株式会社. “駅別乗降人員（2021年度）” (PDF) (JP). 2022年5月16日時点のオリジナルよりアーカイブ。2022年5月22日閲覧。
6. 1 2  京成電鉄株式会社. “駅別乗降人員（2022年度1日平均）” (pdf). 2023年7月8日閲覧。
7. 1 2  京成電鉄株式会社. “駅別乗降人員（2023年度1日平均）” (pdf). 2025年5月5日閲覧。

私鉄の統計データ
1. ↑  千葉市統計書 - 千葉市
2. ↑  各種報告書 - 関東交通広告協議会
3. ↑  千葉県統計年鑑

千葉県統計年鑑
1. ↑  平成8年
2. ↑  平成9年
3. ↑  平成10年
4. ↑  平成11年
5. ↑  平成12年
6. ↑  平成13年
7. ↑  平成14年
8. ↑  平成15年
9. ↑  平成16年
10. ↑  平成17年
11. ↑  平成18年
12. ↑  平成19年
13. ↑  平成20年
14. ↑  平成21年
15. ↑  平成22年
16. ↑  平成23年
17. ↑  平成24年
18. ↑  平成25年
19. ↑  平成26年
20. ↑  平成27年